# Małgorzata Gonzaga (1564–1618)
Margherita Gonzaga (ur. 27 maja 1564 w Mantui, zm. 6 stycznia 1618 tamże) – księżniczka Mantui oraz poprzez małżeństwo księżna Ferrary, Modeny i Reggio.
Była córką księcia Mantui i Montferratu Wilhelma I i jego żony księżnej Eleonory.
24 lutego 1579 w Ferrarze poślubiła dwukrotnie owdowiałego księcia Ferrary, Modeny i Reggio – Alfonsa II d’Este, zostając jego trzecią żoną. Para nie miała dzieci.